# La figura del superhéroe en la propaganda estadounidense
La figura del superhéroe en la propaganda estadounidense durante el contexto de la denominada Guerra Fría.

## Contexto
A la resolución de la Segunda Guerra Mundial le siguió la Guerra Psicológica para la cual Estados Unidos apostó por el agudizamiento de tres valores que identifica como su responsabilidad propiamente para su promulgación y defensa; estos son: democracia, libertad y capitalismo.
Para esta tarea era evidentemente necesaria una herramienta: la propaganda; siendo el enfoque estadounidense la de enfrentar los valores que pretendía exacerbar con los que quería rechazar. Para ello facilitó la idea de comunismo como enemigo común el cual debía ser temido y atacado.

## Bases históricas
Estados Unidos pretendía aunar estos tres valores –democracia, libertad y capitalismo– y, teniendo en cuenta la bonanza económica del país tras la contienda y su posición privilegiada tras la misma, tiene sentido su capacidad para apropiarse de esta responsabilidad. 
Es cuestión a tener en cuenta que esta situación llevó directamente al desarrollo de la publicidad y los medios de comunicación de masas en un proceso que va desde el fomento del consumismo tras la disminución del desempleo, lo cual llevó a la producción en masa y el empeoramiento de los productos, siendo la publicidad la vía necesaria para que el consumismo siguiera teniendo sentido. A partir de este punto, los medios de comunicación de masas tenían las herramientas necesarias para conformar la ideología estadounidense.

## Bases ideológicas
Como base ideológica y política de la concepción estadounidense defensora de los tres valores mencionados –democracia, libertad y capitalismo– se deben subrayar: 
- El Destino Manifiesto. La moralidad que pretende defender Estados Unidos en este momento, podríamos decir que emana del providencialismo del Destino Manifiesto.[2]
- Doctrina Truman. Es un discurso que propone los principios morales universales sobre los que se cimentaba la República, siendo estos la defensa de la libertad y la democracia[2] en un sentido casi altruista con respecto al resto de naciones. Es decir, Estados Unidos como defensor del resto de naciones para que estas pudieran asegurarse un gobierno libre y demócrata.

## La figura del superhéroe
Todos los superhéroes siguen un patrón y pretenden que sea fácil conectar con el espectador; siendo por ejemplo Superman en realidad un chico con gafas marginado o poco destacado con el que la mayoría podría empatizar. Por lo tanto el objetivo es construir una figura en el que los consumidores, además de servirle como ejemplo a seguir, puedan verse reflejados en el mismo.
Los superhéroes, por otro lado, personifican los valores de su patria pero es importante que no actúen por cuenta propia, sino como refuerzo de la justicia nacional; es decir, siempre hacen a los villanos responder ante la autoridad. Esto es una forma de evitar que el superhéroe se convirtiera en una figura al margen de la autoridad y fuera un ejemplo dictatorial; promoviendo el ciudadano ejemplar que promociona la circulación del sistema y el estado de bienestar. 
Siguiendo esta lógica, quizá el personaje Capitán América sea el ejemplo más representativo para esta explicación llevada al contexto de la Guerra Fría. Simbólicamente es la representación de los valores que Estados Unidos pretendía favorecer sobre sí mismo tras la Segunda Guerra Mundial: siendo el escudo de este superhéroe la clave de esta explicación. Como única arma, representa la idea de política exterior de Estados Unidos como defensiva frente a los ataques a la libertad.

## La figura del villano
El villano se va a representar grotesco, siguiendo la lógica de que lo bello es bueno y lo feo malo. Pero lo más importante es que se le va a atribuir toda una serie de simbología comunista, tanto indiscretamente con la propia hoz y martillo como más integrado con la utilización del rojo en la figura villana. 
De este modo el resultado es una sociedad estadounidense anticomunista que encontraba una representación violenta del enfrentamiento entre sus valores y los contrarios a ellos.

## Estado de la cuestión
El tema de la figura del superhéroe como personaje de uso propagandístico viene siendo estudiado por una serie de autores y sus artículos, entre ellos:
- Ludovico Silva.
- Amy Quiste Nyberg
- Jean Paul Gabillet.
- Les Daniels. “Living in Fear: A History of Horror in the Mass Media” (1975), “Comix: A History of Comic books in America” (1998).
- Carlos Alberto Scolari: “Historietas para sobrevivientes: Comic y cultura de masas en los años 80” (1998)
- Cord Scott: “Comics and conflict: Patriotism and propagada from WWII through Operation Iraqui freedom” (2014).
- “Comic and Ideology” (2006): Matthew Mcallister, Edward H. Sewell Jr. e Ian Gordon.